# Noble M12
Noble M12 – samochód osobowy produkowany przez brytyjską firmę Noble Automotive. Dostępny jako 2-drzwiowe coupé. Następca konceptu M10. Do napędu użyto silnika V6 o pojemności trzech litrów. Moc przenoszona była na oś tylną poprzez 6-biegową manualną skrzynię biegów. Samochód został zastąpiony przez model M400.

## Dane techniczne

### Silnik
- V6 3,0 l (2968 cm³), 4 zawory na cylinder, DOHC, Twin-Turbo Garrett T25
- Układ zasilania: wtrysk
- Średnica × skok tłoka: 89,00 mm × 79,50 mm
- Stopień sprężania: 8,2:1
- Moc maksymalna: 357 KM (262,5 kW) przy 6200 obr./min
- Maksymalny moment obrotowy: 475 N•m przy 3500-5000 obr./min

### Osiągi
- Przyspieszenie 0-100 km/h: 3,9 s
- Przyspieszenie 0-160 km/h: 9,0 s
- Czas przejazdu ¼ mili: 12,3 s
- Prędkość maksymalna: 266 km/h